# Bottentippningspråm
En bottentippningspråm är ett lastfartyg för muddermassor. Massorna sugs upp i skrovet med kraftiga rörsystem och hamnar i det öppna lastutrymmet på fartyget. När muddermassorna ska lossas öppnas botten på fartyget, antingen genom stora luckor, eller genom att hela skrovet delas i två delar, så att massorna faller ner till botten.

## Galleri

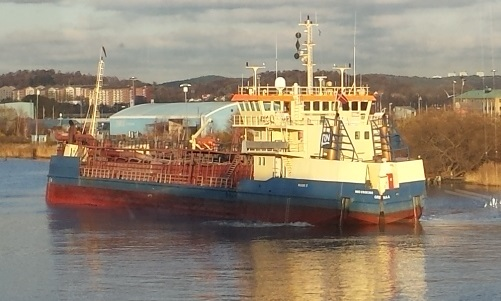
Bottentippningspråm med öppet skrov. Notera hur mycket högre det öppna fartyget ligger. Höjdskillnaden motsvarar lastens vikt.
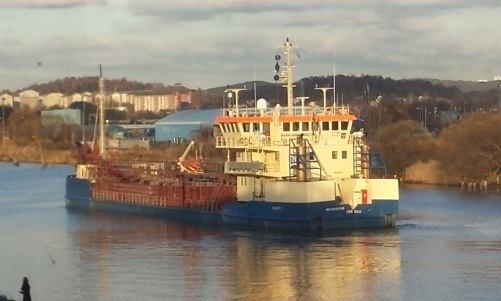
Fullastad bottentippningspråm före lossning.